# Tetracera affinis
Tetracera affinis är en tvåhjärtbladig växtart som beskrevs av Hutchinson. Tetracera affinis ingår i släktet Tetracera och familjen Dilleniaceae. Inga underarter finns listade i Catalogue of Life.